# 沼津市立第五小学校
沼津市立第五小学校（ぬまづしりつ だいごしょうがっこう）は、静岡県沼津市米山町にある公立小学校。

## 沿革
- 1938年（昭和13年）3月 - 「沼津市立第五尋常小学校」として創立[1]。
- 1947年（昭和22年）4月 - 「沼津市立第五小学校」に改称[1]。
- 1957年（昭和32年）4月 - 西分校が沼津市立開北小学校として独立。
- 1964年（昭和39年）7月 - プールを開設[1]。
- 1972年（昭和47年）12月 - 体育館完成[1]。
- 1988年（昭和63年）11月 - 学校創立50周年記念祭[1]。

## 関連事項
- 静岡県小学校一覧